# Elapsoidea boulengeri
Elapsoidea boulengeri là một loài rắn trong họ Rắn hổ. Loài này được Boettger mô tả khoa học đầu tiên năm 1895.